# نینا لوبووا
نینا لوبووا (اوکراینی: Ніна Романівна (Лобова) Гецко؛ زادهٔ ۲۰ ژوئیهٔ ۱۹۵۷) بازیکن هندبال اهل اتحاد جماهیر شوروی سوسیالیستی بود.